# سد کاستلو د بوده
سد کاستلو د بوده (به پرتغالی: Barragem de Castelo do Bode) یک سد در پرتغال است که در Martinchel واقع شده‌است.